# Boda Upazila
Boda Upazila är ett underdistrikt i Bangladesh. Det ligger i den nordvästra delen av landet, 300 km nordväst om huvudstaden Dhaka.
Trakten runt Boda Upazila består till största delen av jordbruksmark. Runt Boda Upazila är det tätbefolkat, med 613 invånare per kvadratkilometer.